# Esther & Abi Ofarim
Esther & Abi Ofarim était un duo de chant israélien, interprétant en plusieurs langues, dont le Français, internationalement connu dans les années 1960.

## Carrière
À la fin des années 1950, Esther Zaied fait la connaissance d'Abraham Reichstadt. Ils publient ensemble en Israël des chansons pour enfants en prenant le nom commun d'"Ofarim". Ils se marient en 1961 et prennent comme nom de scène "Esther & Abi Ofarim". Esther est aussi comédienne et apparaît dans le film Exodus sous le nom d'Esther Reichstadt. Après sa participation au Concours Eurovision de la chanson 1963, où elle finit seconde pour la Suisse avec le titre T'en va pas, le couple acquiert une célébrité internationale. En Allemagne, Esther sort d'abord en solo Melodie einer Nacht et Morgen ist alles vorüber. Ils sortent ensemble de nombreux disques dans diverses langues et deviennent l'un des duos les plus populaires des années 1960, principalement en Allemagne et aux Pays-Bas.
En 1964, le couple participe au Deutsche Schlager-Festspiele à Baden-Baden. Ils obtiennent un grand succès avec Morgen ist alles vorüber. Plusieurs autres succès suivent avec Abi à la production en 1966.
Le couple a du succès jusqu'en 1969. Ils apparaissent ensemble une dernière fois le 1er novembre 1969. En novembre 1970, Esther et Abi Ofarim divorcent.
Abi tente une carrière solo qui ne connaît pas le succès et monte une société de production à Munich. Esther se retire puis revient avec un album en 1972 qui la relance par la suite. En 1995, elle est invitée pour chanter par Udo Lindenberg pour chanter sur son album Kosmos.

## Titres les plus connus
- Melodie einer Nacht - 1963 (Esther Ofarim)
- Morgen ist alles vorüber - 1963 (Esther Ofarim)
- One More Dance - 1963 (Esther Ofarim and Abraham)
- Schönes Mädchen - 1964
- Drunten im Tale - 1965
- Bye Biddy - Bye Bye Jack - 1965
- Noch einen Tanz - 1965
- Donna – Donna - 1966
- Sing Hallelujah - 1966
- Die Wahrheit (die Fahrt ins Heu) - 1966
- Morning of My Life - 1967 (écrite par les Bee Gees pour eux)
- Garden of My Home - 1967 (écrite par les Bee Gees pour eux)
- Cinderella Rockefella (en) - 1967 Télévision française - archive INA